# Kyra Sedgwick
Kyra Minturn Sedgwick, nascuda el 19 d'abril de 1965 a Nova York és una actriu i productora estatunidenca. És principalment coneguda pel seu paper protagonista a la sèrie The Closer del canal TNT, on va interpretar a la sotscap de policia Brenda Leigh Johnson entre 2005 i 2012. Aquest paper va convertir-la en guanyadora d'un Globus d'or l'any 2007 i d'un premi Emmy a la millor actriu dramàtica el 2010. Sedgwick també és coneguda pel seu paper recurrent de Madeleine Wuntch a la sitcom Brooklyn Nine Nine. L'any 1995, Kyra Sedgwick va ser nòminada a un Globus d'or pel seu paper de Emma Rae King a la pel·lícula Something to Talk About.

## Biografia
Kyra Sedgwick, filla de la Patricia Sedgwick (nascuda Rosenwald), una professora de llengua i terapeuta familiar, i d'en Henry Dwight Sedgwick V, un inversor de capital risc, va néixer a Nova York el 1965. És descendent per part paterna del jutge Theodore Sedgwick; de l'Endicott Peabody, fundador de la Groton School; d'en William Ellery, firmant de la Declaració d'Independència dels Estats Units d'Amèrica; del reverend John Lathrop; i del governador Thomas Dudley. Kyra Sedgwick és també cosina germana de l'Edie Sedgwick, extrella de les primeres pel·lícules d'Andy Warhol, neboda de l'escriptor John Sedgwick, germana de l'actor Robert Sedgwick i del guitarrista de jazz Mike Stern.
Els seus pares es van separar quan ella tenia tres anys i es van divorciar quan en tenia sis. Posteriorment, la seva mare es tornà a casa amb en Ben Heller, un distribuïdor d'art. El pare de Sedgwick és episcopalià mentre que la seva mare és jueva. En una entrevista realitzada el 1996 en la que es referien a ella com una "actriu judeo-americana", ella va respondre que ni ella mateixa ni la seva família participaven en cap tipus d'activitat religiosa exceptuant el Séder de Pessa'h. Sedgwick es va graduar en el Friends Seminary i va estudiar al Sarah Lawrence College. Posteriorment, es va traslladar des del Sarah Lawrence a la Universitat del Sud de Califòrnia, graduant-se en teatre.